# دمیرکاپی (شاوشات)
دمیرکاپی (به ترکی استانبولی: Demirkapı) یک منطقهٔ مسکونی در ترکیه است که در شاوشات واقع شده‌است. دمیرکاپی ۵۳ نفر جمعیت دارد.